# Kanton Le Monêtier-les-Bains
Kanton Le Monêtier-les-Bains (fr. Canton du Monêtier-les-Bains) je francouzský kanton v departementu Hautes-Alpes v regionu Provence-Alpes-Côte d'Azur. Tvoří ho tři obce.

## Obce kantonu
- Le Monêtier-les-Bains
- Saint-Chaffrey
- La Salle-les-Alpes